# Micropholis egensis
Micropholis egensis là một loài thực vật có hoa trong họ Hồng xiêm. Loài này được (A.DC.) Pierre mô tả khoa học đầu tiên năm 1904.